# Арринда, Андер
А́ндер Арри́нда (исп. Ander Arrinda; 26 февраля 1996, Сан-Себастьян, Испания) — испанский хоккеист, нападающий. Выступал за клубы Испанской хоккейной суперлиги «Чури Урдин» и «Барселона».

## Карьера
Арринда начал карьеру в юниорской команде «Чури Урдин». В 2011 году он вместе с командой вышел в финал Кубка Принца — турнира для хоккеистов не старше 18 лет. Дубль Андера в финале не помог «Чури Урдин» одержать победу: команда потерпела поражение от клуба «Хака» со счётом 3:9. В следующем сезоне Арринда отправился в Северную Америку, где играл за различные команды Академии Банфа. В составе «Банф Академи Беарс» испанец провёл 19 матчей в Юниорской хоккейной лиге Херитейджа. Андер не набрал ни одного результативного балла в этой лиге, что не помешало ему получить приглашение в юниорскую сборную Испании для участия во втором дивизионе чемпионата мира.
В сезоне 2012/13 хоккеист уехал играть во Францию, в юниорскую команду «Амьена». После полутора лет проведенных во французской команде Арринда вернулся на Родину, в свою бывшую команду «Чури Урдин». В 2013 году он дебютировал за основную команду «Чури Урдин» в Испанской хоккейной суперлиге. Всего в сезоне 2013/14 Андер провёл 11 матчей за «Чури Урдин», в которых набрал 3 (1+2) очка. В этом же сезоне Арринда дебютировал в молодёжной сборной Испании, а также принял участие в своём третьем юниорском чемпионате мира. Турнир 2014 года стал для нападающего лучшим в карьере: Арринда стал лучшим снайпером по итогам соревнования.
В следующем сезоне Арринда продолжил выступление за свой клуб. Нападающий чередовал выступление за основную и дублирующую команды. Концовку сезона Андер провёл в «основе» и принял участие во всех матчах полуфинальной серии плей-офф против «Пучсерды». Эта серия закончилась для «Чури Урдин» поражением со счётом 0:3. Арринда же набрал первое своё очко в плей-офф, отметившись результативной передачей.

## Статистика
| Легенда | Легенда                    | Легенда | Легенда                   | Легенда | Легенда    |
| ------- | -------------------------- | ------- | ------------------------- | ------- | ---------- |
| И       | Количество проведённых игр | Штр     | Штрафное время            | +/−     | Плюс-минус |
| Г       | Голы                       | П       | Голевые передачи          | О       | Очки       |
| -       | Статистика неизвестна      | —       | Статистика не учитывалась |         |            |

## Достижения
Личные
| Год  | Команда          | Достижение                                                           | Достижение |
| ---- | ---------------- | -------------------------------------------------------------------- | ---------- |
| 2014 | Испания (юниор.) | Лучший снайпер группы B Второго дивизиона юниорского чемпионата мира |            |